# ماوكونغ

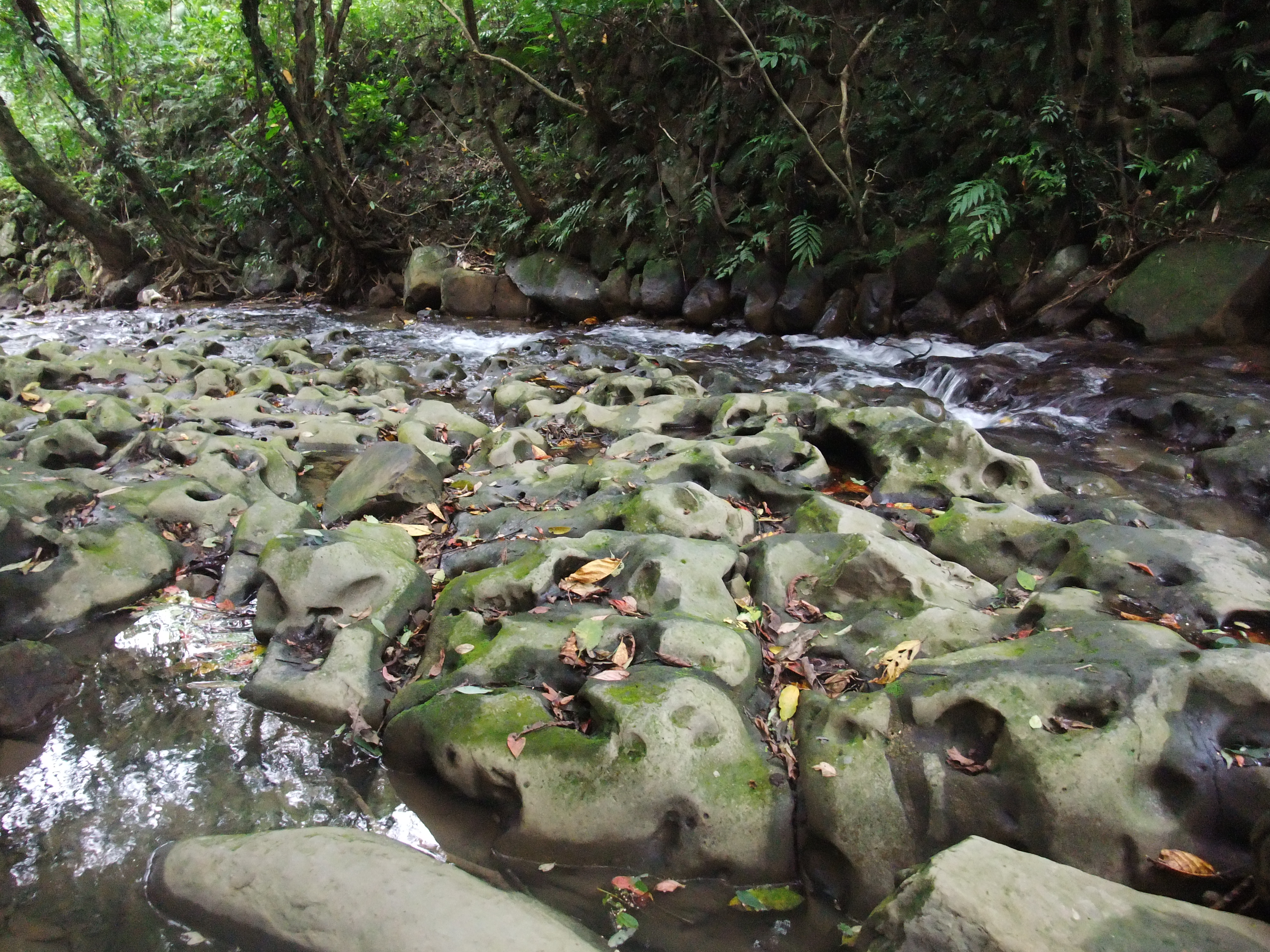
الحفر في ماوكونغ

ماوكونغ، بالإنجليزيةMaokong- هي منطقة تقع في وينشان في العاصمة التايوانية تايبيه. كانت هذه المنطقة أكبر منطقة لزراعة الشاي في تايبيه. يوجد بها العديد من الطرق والمسارات المتشابكة، التي تستخدم لنقل الشاي. الآن، أصبحت مكانًا شهيرًا لثقافة الشاي، ومشاهدة المناظر الليلية لمدينة تايبيه.

## علم أصول الكلمات
تنص نظرية سابقة على أن الاسم يشير إلى تشكيلات الحفر. وتشير دراسة حديثة إلى أن منطقة الوادي كانت مليئة بزباد النخيل المقنع، ومن هنا جاء اسمها الهوكيني السابق، خلال الحكم الياباني، تم تسجيلها باسم (Bakan)،  والذي يمكن قراءته في لغة هوكين التايوانية bâ-khang، وهو ما يشير على الأرجح إلى وجود الزباد ( bâ ) في الوادي ( khang ).

## سمات

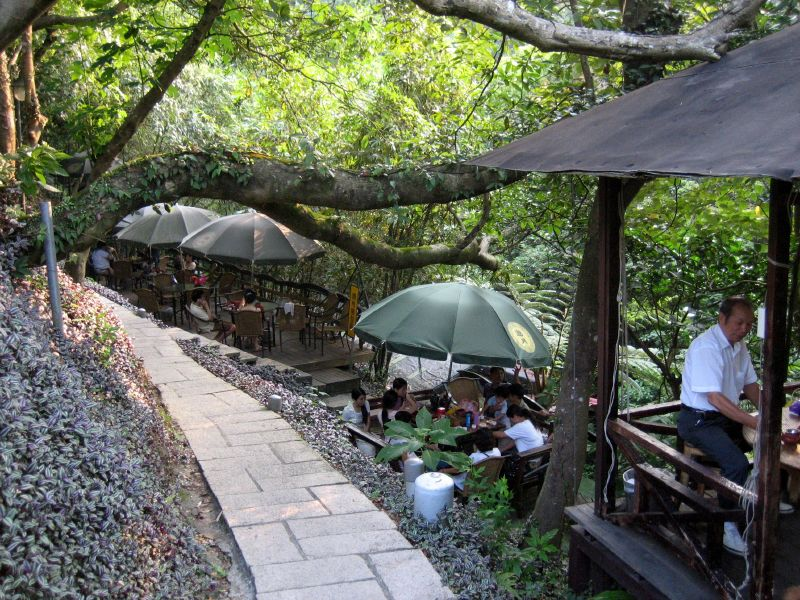
مشهد بيت الشاي في ماوكونغ

ماوكونغ هي إحدى ضواحي العاصمة تايبيه. تقع على حافة حوض تايبيه؛ ويمكن من خلالها رؤية مدينة تايبيه بأكملها من الجبل، وخاصة في الأيام الصافية.
يوجد بالمنطقة العديد من المسارات، التي تصلح للمشي لمسافات طويلة مثل الطريق من جامعة تشينجتشي الوطنية عند سفح التل إلى قمة الجبل. يأتي العديد من الأشخاص إلى منطقة ماوكونغ في عطلات نهاية الأسبوع؛ لممارسة رياضة المشي لمسافات طويلة وللتسلق.
ما زالت منطقة ماوكونغ تنتج بعض أنواع الشاي، وأبرزها شاي تيجوانيين tieguanyin. يقع بالمنطقة مركز أبحاث وترويج الشاي في تايبيه. تقدم العديد من المطاعم في المنطقة، الشاي والطعام. إن الجمع بين ثقافة الشاي التقليدية، والطعام، والتمتع بالمناظر الطبيعية، كلها أسباب رئيسة جعلت من المنطقة وجهة سياحية شهيرة ومتميزة.

## مواصلات

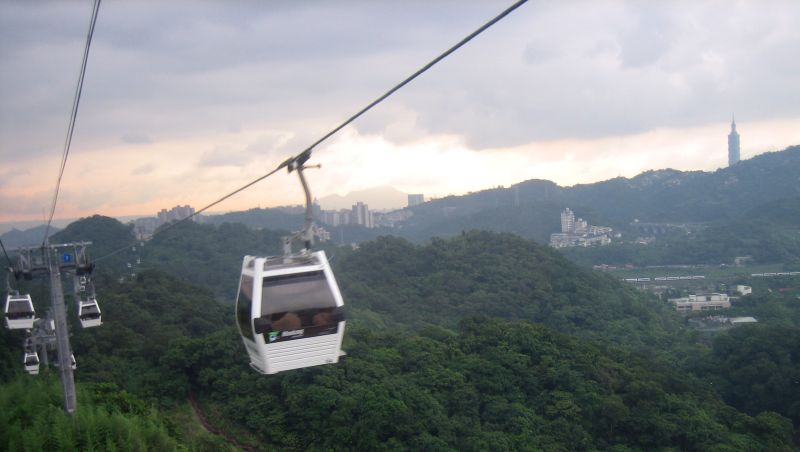
تايبيه كما نراها من تلفريك ماوكونغ

بدأ نظام تلفريك ماوكونغ عملياته في 4 يوليو 2007م. وهو متصل بخط وينهو لمترو تايبيه في حديقة حيوان تايبيه. وتم تصميم التلفريك من أجل تسهيل الوصول إلى منطقة ماوكونغ بالنسبة للسكان المحليين والسياح. تبدأ رحلة التلفريك من محطة حديقة حيوان تايبيه، وتنتهي بمحطة ماوكونغ مرورًا بمحطة حيوان تايبيه الجنوبية، ومحطة معبد زينان، وقد تم تعليق الخدمة في أول أكتوبر من عام 2008م بسبب التآكل الناجم عن الانهيارات الطينية تحت عمود الدعم. واستأنف التلفريك خدمته في نهاية مارس 2010م، بعد نقل عمود الدعم من مكانه، واجتياز عمليات التفتيش على السلامة.
وتلفريك ماوكونغ، مع أنه الخيار الأكثر ملائمة للوصول إلى منطقة ماوكونغ، إلا أن هناك وسائل أخري متمثلة في سيارات الأجرة والحافلات، التي تتحرك من كافة أنحاء العاصمة تايبيه، وهناك أيضًا خيار الترجل لمسافات طويلة عبر مسارات متعددة للوصول إلى ماوكونغ.

## معرض صور

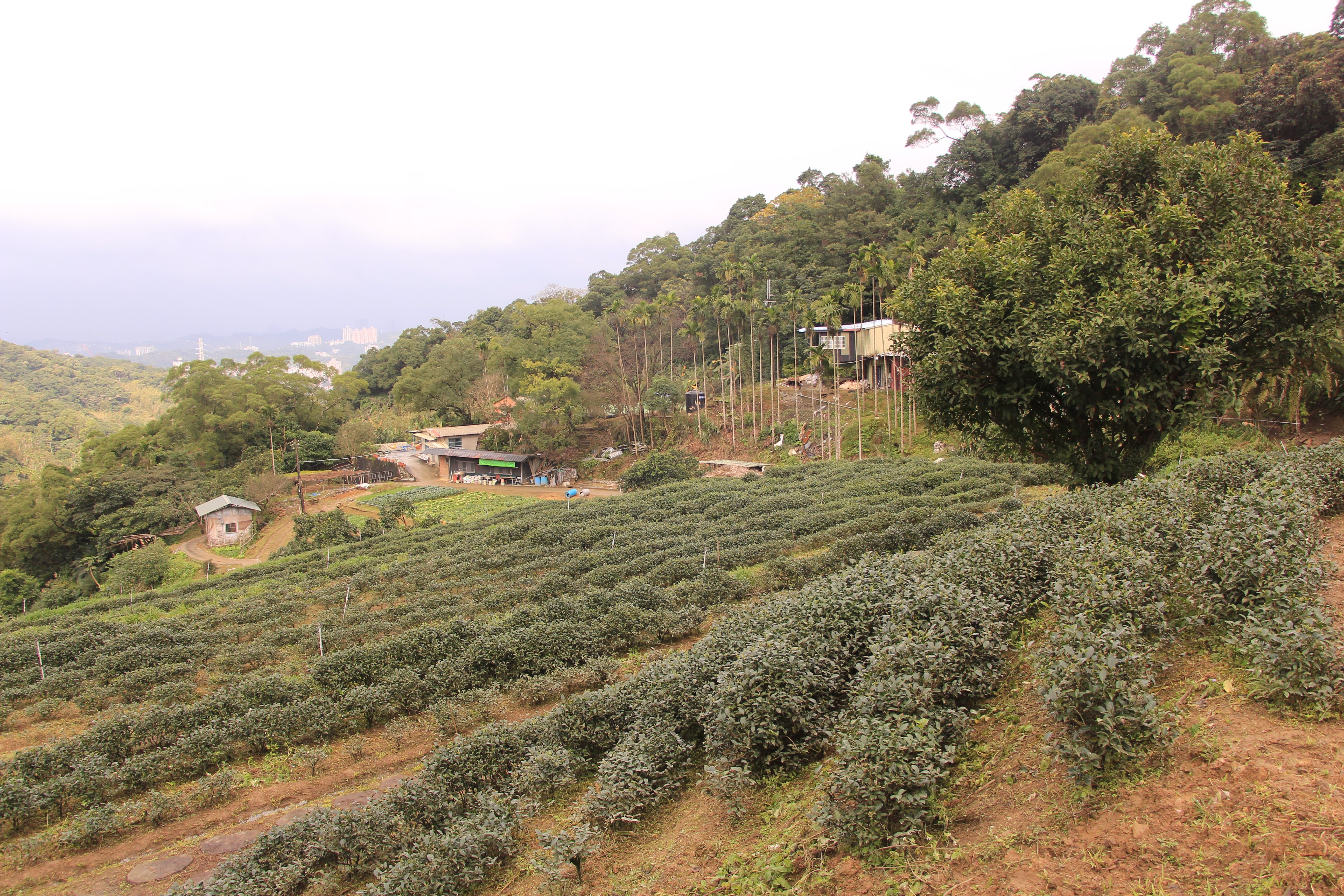
مزارع الشاي في ماوكونغ
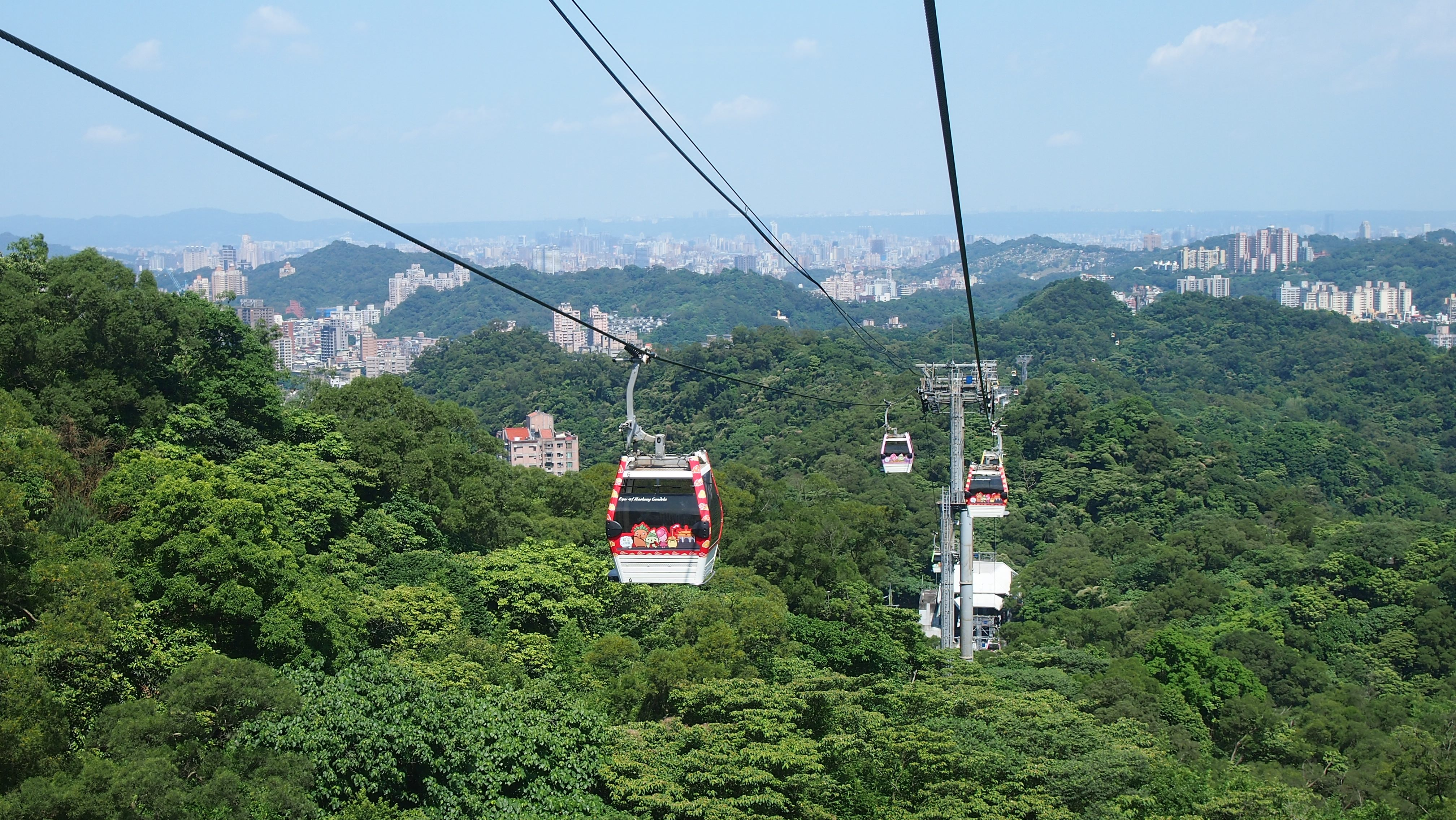
تلفريك ماوكونغ 2015
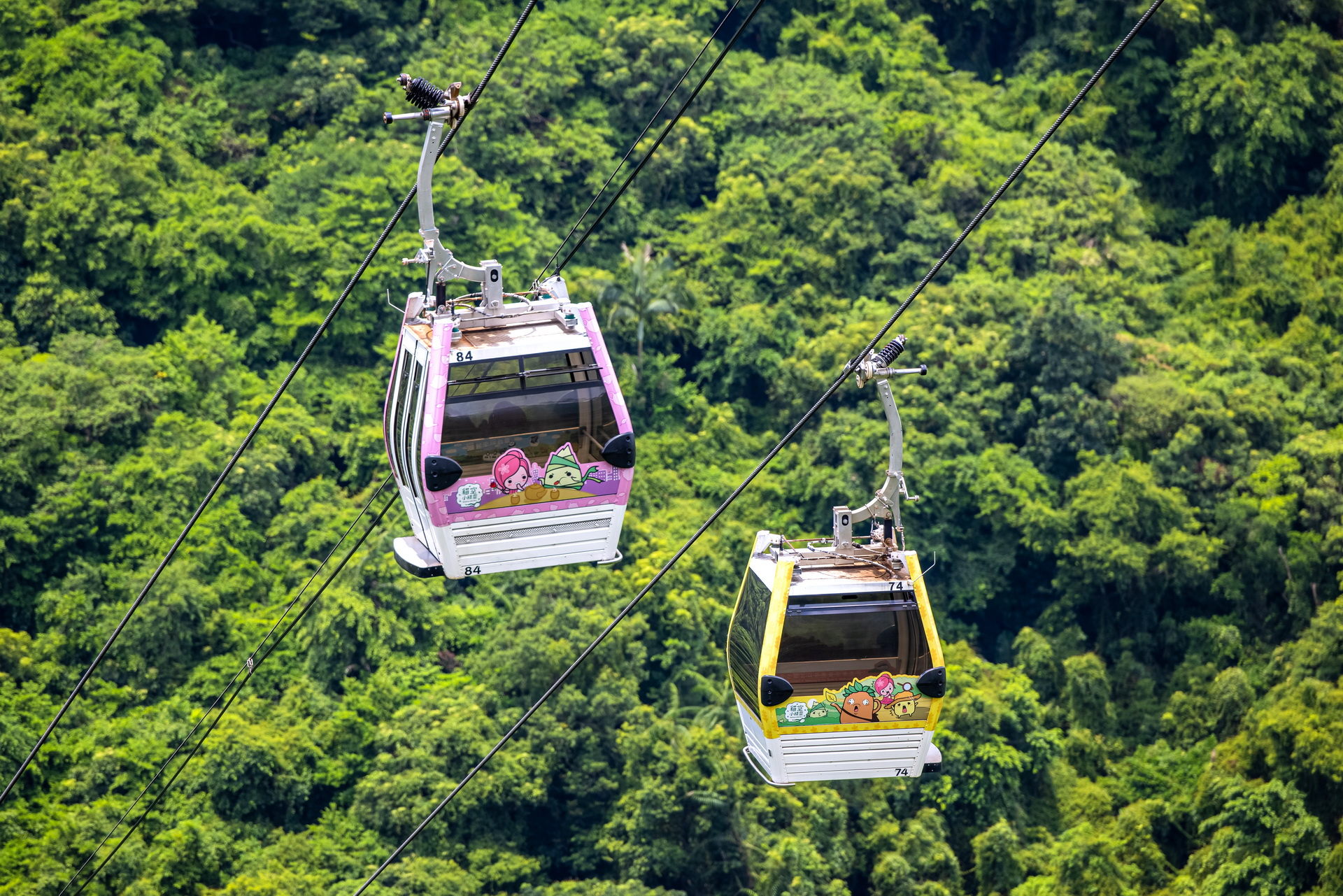
تلفريك ماوكونغ 2021
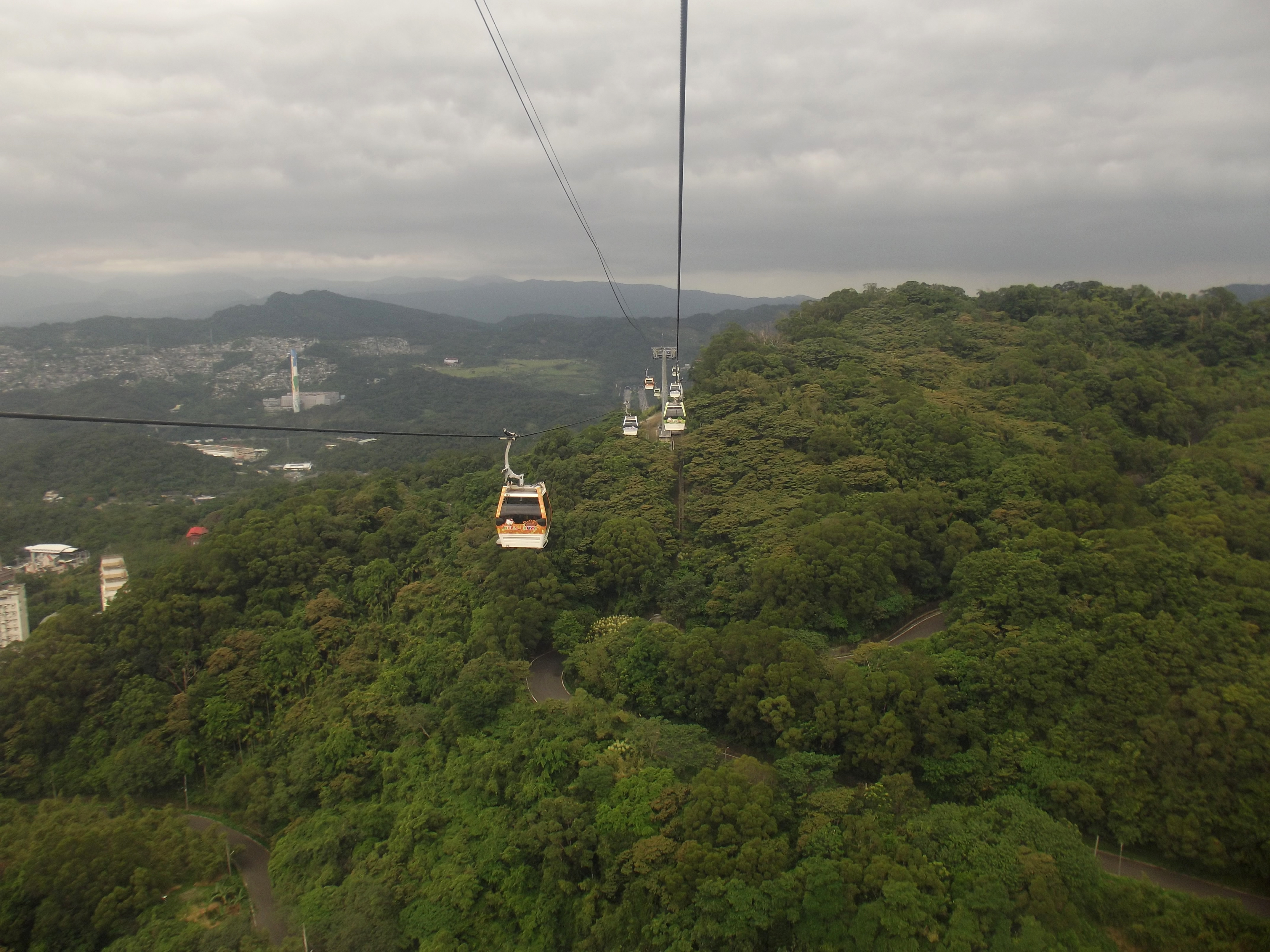
تلفريك ماوكونغ 2014
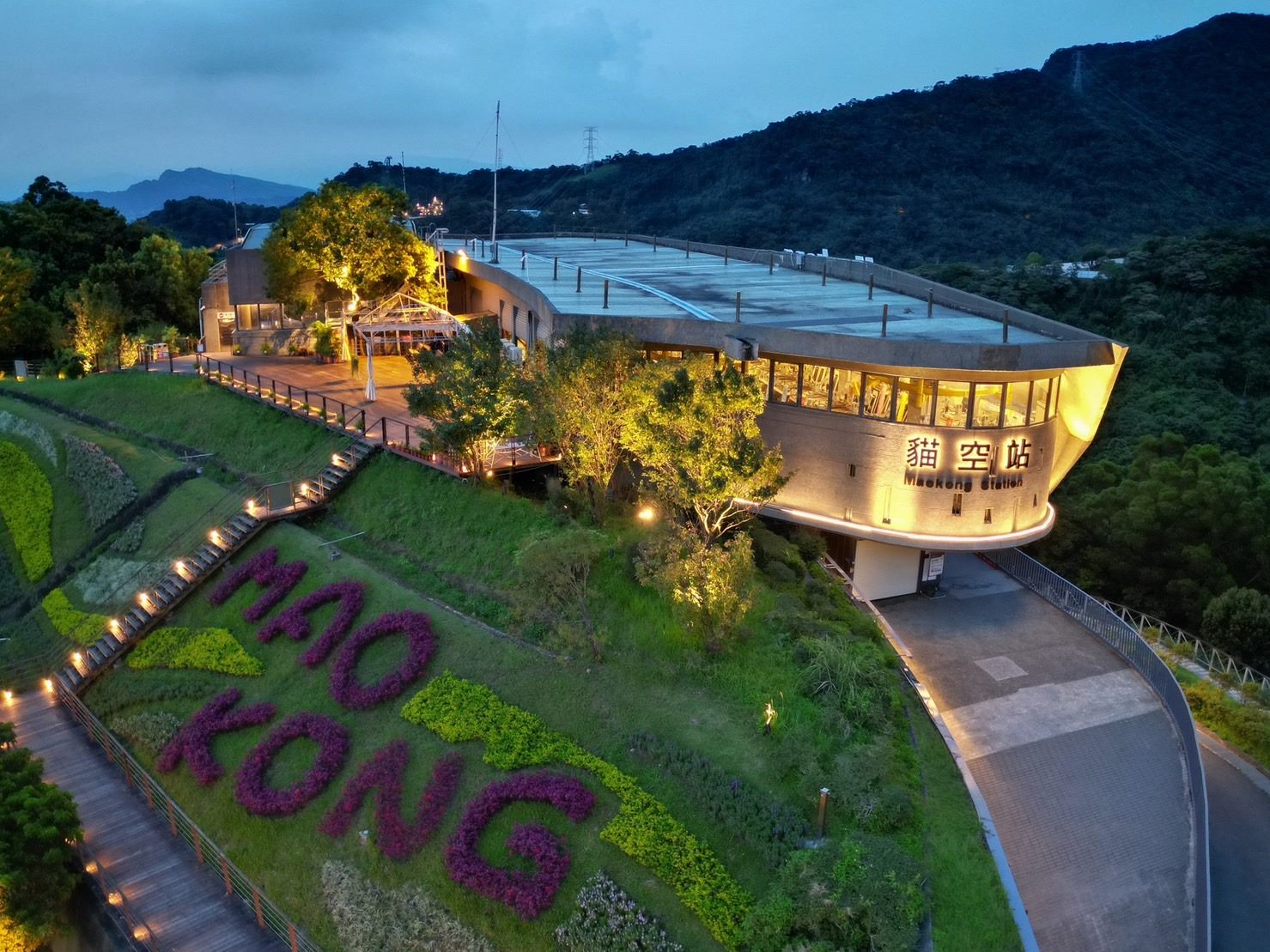
محطة ماوكونغ ليلاً
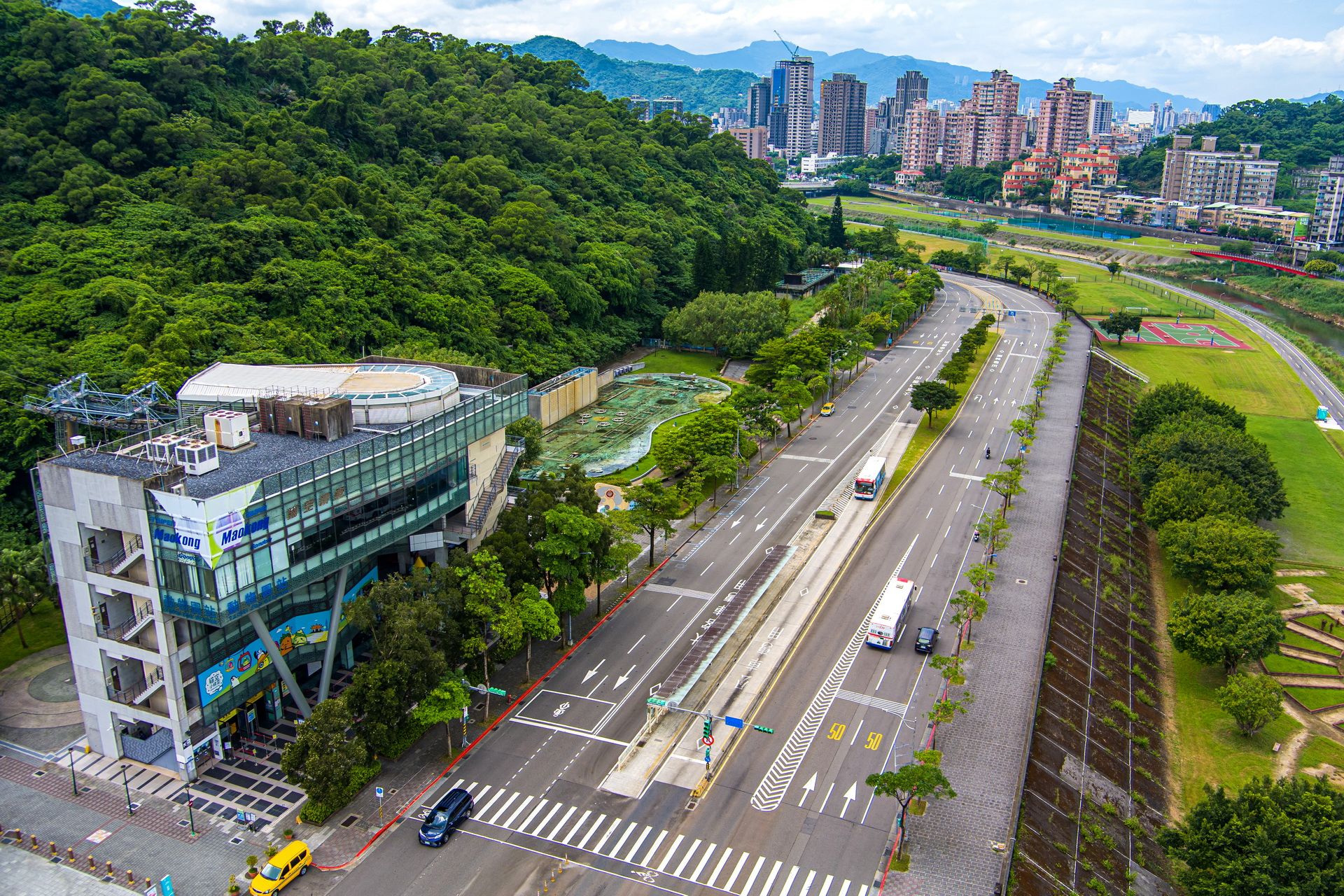
تلفريك ماوكونغ-محطة حديقة حيوان تايبيه
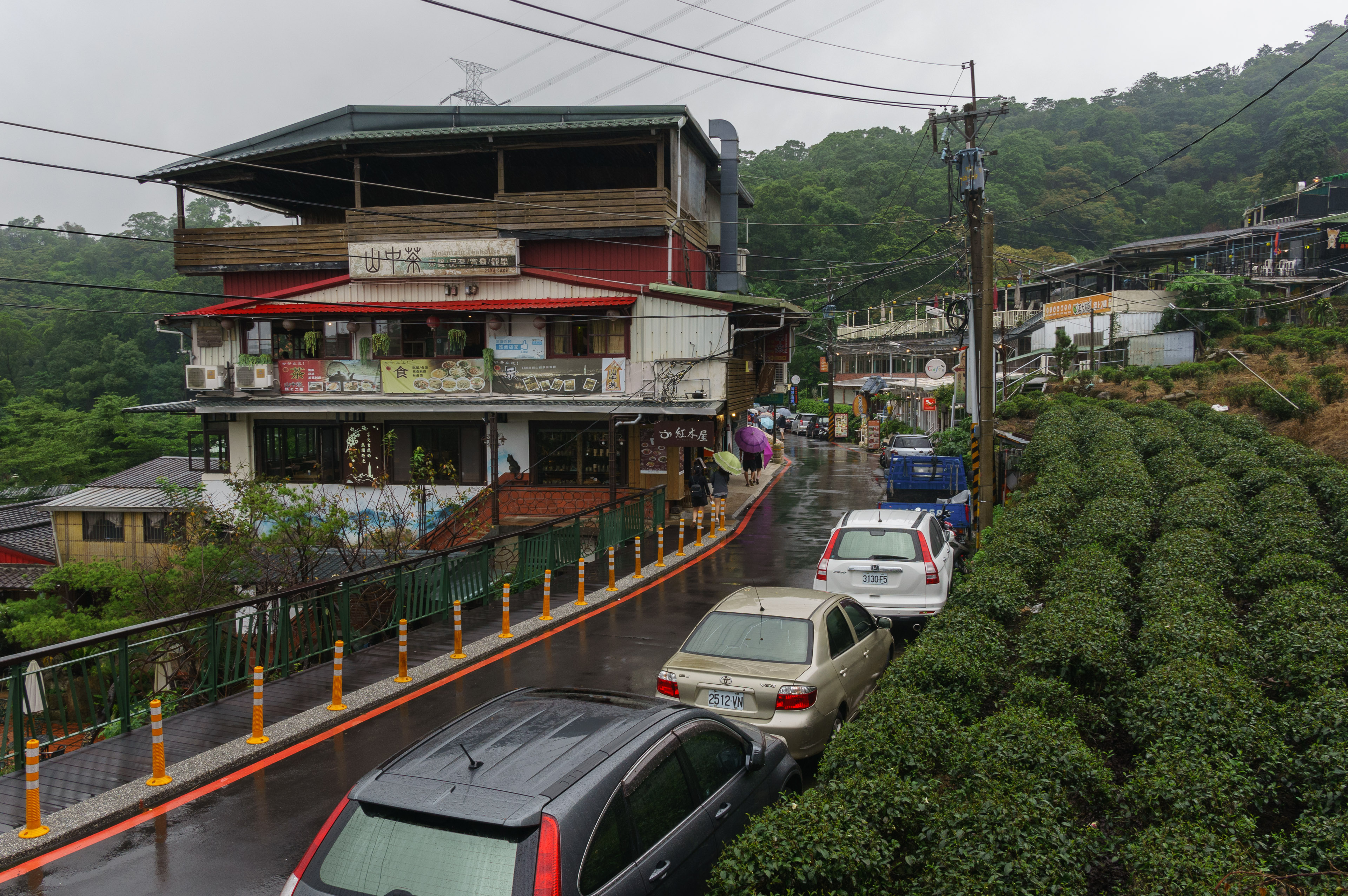
شارع في ماوكونغ 2017
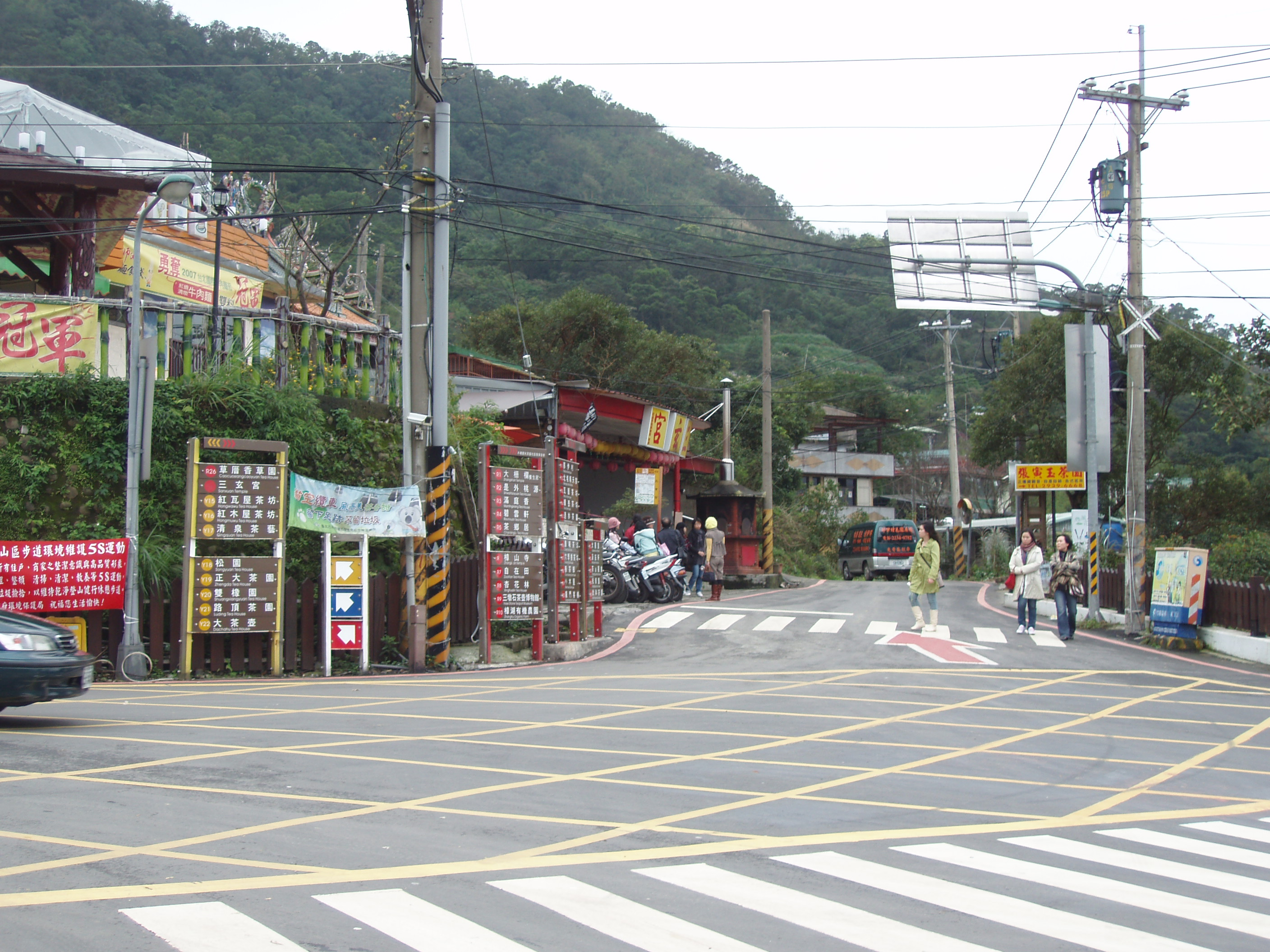
الموقع في ماوكونغ

## روابط خارجية
الموقع الرسمي لتلفريك ماوكونغ تايبيه